# Летње олимпијске игре 2004.
XXVIII Летње олимпијске игре су одржане 2004. године у Атини, у домовини модерног олимпизма Грчкој. Након што Атина изненађујуће није добила организацију игара 1996. године када је пала стогодишњица модерног олимпизма које су додељене Атланти, МОК је овај пут ипак изабрао Атину, између кандидата из листе ужег избора на којој су били Рим, Кејптаун, Стокхолм и Буенос Ајрес. У ширем избору су још били Истанбул, Лил, Рио де Жанеиро, Сан Хуан, Севиља и Санкт Петербург, али су они отпали већ раније.
Биле су то прве игре у историји на којима су наступиле све државе које су у том тренутку имале свој службени национални олимпијски савез и биле чланице МОК-а, укључујући дебитанте Источни Тимор и Кирибате, као и Србију и Црну Гору под тим именом. Иако је Атина имала доста проблема приликом припреме Игара, сва су борилишта упркос кашњењима у изградњи ипак била довршена на време за такмичења. Посебна је занимљивост да су нека такмичења била одржана на древном стадиону у Олимпији, па је рецимо забележено да је прва победница на древном борилишту у модерној ери била Кубанска бацачица кугле Јумилеиди Кумба.
Отварање је као што је то и уобичајено на Олимпијским играма било спектакуларно, уз учествовање бројних међународно признатих уметника, као што је исландска певачица Бјорк. Дефиле 202 нације учеснице је био организован према редоследу грчког алфабета. С обзиром да је уобичајено да дефиле отварају спортисти из Грчке, а затварају спортисти домаћина, овај пут је одлучено да дефиле започне само грчком заставом, а да грчки спортисти уђу на стадион последњи. Такође, стара традиција да Олимпијски пламен путује из Грчке према земљи домаћину Игара овај пут је модификована тако да је бакља након церемоније паљења направила обилазак по свету и онда се вратила на почетак.

## Избор домаћина
Атина је изабрана за град домаћин током 106. заседања МОК-а одржаног у Лозани 5. септембра 1997. године. Грчка престоница је скоро седам година пре тога, током 96. заседања МОК-а у Токију, у Јапану, изгубила своју понуду да организује Летње олимпијске игре 1996. септембра 1990. године. Под руководством Ђане Ангелопулос-Даскалаки, Атина је дала још једну понуду, овог пута за право да буде домаћин Летњих олимпијских игара 2004. Успех Атине у обезбеђивању Игара 2004. био је у великој мери заснован на привлачности ове понуде људским вредностима, историји Игара од античког и модерног доба и нагласку да је Атина стављена на кључну улогу коју би Грчка и Атина могле да играју у промовисању модерног олимпизма и олимпијског покрета. За разлику од понуде из 1996. која је виђена као арогантна када је град лицитирао, понуда из 2004. је хваљена због ниског обима, понизности, поштења и озбиљности, фокусиране поруке и стварнијег и детаљнијег концепта понуде. Током неуспешне понуде 1996. године, изнета је забринутост и критика – првенствено у вези са критичним темама о инфраструктурној спремности града, загађењу ваздуха, буџету и политизацији догађаја и њихових припрема. Накнадна успешна организација других догађаја као што су Медитеранске игре 1991., Светско првенство у одбојци 1994. за мушкарце, Светско првенство у мачевању 1994. и успешно Светско првенство у атлетици 1997., месец дана пре избора за град домаћин Олимпијских игара, била је кључна за ублажавање страха и забринутости спортске заједнице и неких чланова МОК-а због могућности Грчке да буде домаћин међународних спортских догађаја. Још један фактор који је допринео избору грчке престонице био је растући осећај међу неким члановима МОК-а да врате неке оригиналне вредности Олимпијаде на Модерне игре, компоненту за коју су сматрали да је изгубљена током Летњих олимпијских игара 1996. године.
Након што је водила у свим круговима гласања, Атина је лако победила Рим у петом и последњем гласању. Кејптаун, Стокхолм и Буенос Ајрес (задњи је добио право да буде домаћин Летњих олимпијских игара младих 2018.), три остала града која су ушла у ужи избор МОК-а, елиминисана су у претходним круговима гласања. Шест других градова је поднело пријаве, али је МОК одбацио њихове понуде 1996. године. То су били Истанбул, Лил, Рио де Жанеиро (задњи је 2009. године добио право да буде домаћин Летњих олимпијских игара 2016 ), Сан Хуан, Севиља и Санкт Петербург.
| Град         | Земља                  | Рунда | Рунда   | Рунда | Рунда | Рунда |
| Град         | Земља                  | 1     | Плеј оф | 2     | 3     | 4     |
| ------------ | ---------------------- | ----- | ------- | ----- | ----- | ----- |
| Атина        | Грчка                  | 32    | —       | 38    | 52    | 66    |
| Рим          | Италија                | 23    | —       | 28    | 35    | 41    |
| Кејптаун     | Јужноафричка Република | 16    | 62      | 22    | 20    | —     |
| Стокхолм     | Шведска                | 20    | —       | 19    | —     | —     |
| Буенос Ајрес | Аргентина              | 16    | 44      | —     | —     | —     |

## Развој и припрема

### Трошкови
Летње олимпијске игре 2004. коштале су Владу Грчке скоро 9 милијарди евра. Организациони комитет Атине 2004 (АТХОК), одговоран за припрему и организацију Игара, завршио је своје пословање као компанија 2005. године са суфицитом од 130,6 милиона евра. Допринос државе укупном буџету АТХОК-а износио је 8% његових расхода у односу на првобитно предвиђених 14%. Укупни приход АТХОК-а, укључујући приход од улазница, спонзора, права на емитовање, продаје робе итд, износио је близу 2,1 милијарду евра. Највећи проценат тог прихода (38%) долази од медијских права. Према процени трошкова и користи утицаја Олимпијских игара у Атини 2004. коју је грчком парламенту у јануару 2013. представио министар финансија г-дин Јанис Стоурнарас, укупна нето економска корист за Грчку је била позитивна.
Министарство финансија Грчке известило је 2013. да су трошкови грчке државе за Олимпијске и Параолимпијске игре у Атини 2004, укључујући и инфраструктурне и организационе трошкове, достигли износ од 8,5 милијарди евра. У истом извештају се даље објашњава да је 2 милијарде евра од овог износа покривено приходима АТХОК-а (од улазница, спонзора, права на емитовање, продаје робе итд.) и да је још 2 милијарде евра директно уложено у унапређење болница и очување археолошких локалитета. Стога су нето инфраструктурни трошкови везани за припрему Олимпијских игара у Атини 2004. износили 4,5 милијарди евра, што је знатно ниже од пријављених процена, и углавном су укључивали дуготрајне инвестиције у основна средства у бројне општинске и саобраћајне инфраструктуре.
Што се тиче прихода, исти извештај процењује да су додатни порески приходи од приближно 3,5 милијарди евра произашли из повећаних активности изазваних Олимпијским играма у Атини 2004. у периоду од 2000. до 2004. године. Ови порески приходи су исплаћени директно грчкој држави, посебно у облику инкременталних доприноса за социјално осигурање, пореза на доходак и ПДВ-а које су платиле све компаније, професионалци и пружаоци услуга који су били директно укључени у Олимпијске игре. Штавише, наводи се да су Олимпијске игре у Атини 2004. имале велики утицај на економски раст на грчку економију, према речима грчког министра финансија, да „као резултат анализе трошкова и користи долазимо до закључка да је било нето економске користи од Олимпијских игара“.

### Поређење са другим олимпијским играма
Цена по спортском догађају за Атину 2004. била је 9,8 милиона долара. Ово се пореди са 14,9 милиона долара за Рио 2016, 49,5 милиона долара за Лондон 2012, и 22,5 милиона долара за Пекинг 2008. Просечна цена по догађају за Летње игре од 1960. је 19,9 милиона долара.
Цена по спортисти за Атину 2004. била је 0,3 милиона долара. Ово се пореди са 0,4 милиона долара за Рио 2016, 1,4 милиона долара за Лондон 2012, и 0,6 милиона долара за Пекинг 2008. Просечна цена по спортисти за Летње игре од 1960. је 0,6 милиона долара.
Прекорачење трошкова за Атину 2004. било је 49%, мерено у реалном износу од понуде за домаћина Игара. Ово у поређењу са 51% за Рио 2016. и 76% за Лондон 2012. Просечно прекорачење трошкова за Летње игре од 1960. је 176%.

### Изградња
Крајем марта 2004. неки олимпијски пројекти су и даље каснили, а грчке власти су објавиле да се кров који је првобитно предложен као опциони, небитни додатак Центру за водене спортове, више неће градити. Главни олимпијски стадион, објекат одређен за церемоније отварања и затварања, завршен је само два месеца пре отварања Игара. Овај стадион је употпуњен стакленим кровом на увлачење који је дизајнирао шпански архитекта Сантјаго Калатрава. Исти архитекта је пројектовао и Велодром и друге објекте.
Инфраструктура, као што је трамвајска линија која повезује места у јужној Атини са центром града, и бројна места знатно су каснила само два месеца пре почетка Игара. Међутим, темпо припрема који је уследио учинио је журбу да се заврше стадиони у Атини једним од најтежих у историји Олимпијаде. Грци су, не узнемирени, тврдили да ће успети да то све изграде на време. До јула и августа 2004. године, сви објекти су испоручени: у августу је Олимпијски стадион званично завршен и отворен, придружио се или је претходио званичном завршетку и отварању других објеката у оквиру Олимпијског спортског комплекса у Атини (ОАКА), и спортских комплекса у Фалиру и Хелинику.
Крајем јула и почетком августа, атински трамвај је постао оперативан, а овај систем је обезбедио додатне везе са већ постојећим везама између центра Атине и њених заједница на обали дуж Саронског залива. Ове заједнице су укључивале лучки град Пиреј, Агиос Космас (место где су се одржавала такмичења у једрењу), Хелинико (место старог међународног аеродрома који је сада био место за мачевање, стазу за кану/кајак слалом, Олимпијску кошаркашку арену Хелинико са 15.000 седишта и стадион за софтбол и бејзбол), и Олимпијски комплекс приморске зоне Фалиро (место терена за теквондо, рукомет, одбојку у дворани и одбојку на песку, као и новореконструисани стадион Карајскакис за фудбал). Надоградња Атинског обилазног пута је такође испоручена тачно на време, као и надоградња аутопута који повезује централну Атину са периферним областима као што су Маркопуло (место стрељачких и коњичких места), новоизграђени међународни аеродром, Шинијас (локација одржавања веслања), Маруси (место ОАКА), Парнита (место Олимпијског села), Галаци (место ритмичке гимнастике и стоног тениса) и Вулијагмени (место одржавања триатлона). Надоградња атинског метроа је такође завршена, а нове линије су постале оперативне средином лета.
ЕМИ је објавио Unity, званични поп албум Олимпијских игара у Атини, уочи Олимпијаде. Садржи доприносе Стинга, Ленија Кравица, Мобија, Destiny's Child и Аврил Лавињ. ЕМИ се обавезао да ће донирати 180.000 америчких долара са албума УНИЦЕФ -овом програму за ХИВ/АИДС у подсахарској Африци.
Током радова на објектима погинуло је најмање 14 особа. Већина ових људи није била из Грчке.
Пре Игара, грчко хотелско особље организовало је серију једнодневних штрајкова због спорова око плата. Они су тражили значајну повишицу за период који покрива догађај који се одржава. Протестовали су и болничари и возачи хитне помоћи. Тврдили су да имају право на исте олимпијске бонусе обећане њиховим колегама из безбедносних снага.

## Штафета
Церемонија паљења олимпијског пламена одржана је 25. марта 2004. године у Древној Олимпији. По први пут икада, пламен је путовао око света у штафети до разних градова домаћина летњих Олимпијских игара (прошлости и будућности) и других великих градова, пре него што се вратио у Грчку.

## Маскоте
Маскоте су традиција на Олимпијским играма од Зимских олимпијских игара 1968. у Греноблу у Француској. Олимпијске игре 2004. имале су две званичне маскоте: Атину и Аполона. Сестра и брат су добили име по Атини, богињи мудрости, стратегије и Аполону, богу светлости и музике. Били су инспирисани древним даидалама, које су биле лутке играчке које су такође имале религиозне конотације.

## Емитовање
Athens Olympic Broadcasting је служило као емитер домаћин за игре, пружајући преко 35.000 сати покривености за преко 300 телевизијских канала широм света. Локална права на игре држао је ЕРТ који је своја три канала ( ЕТ1, НЕТ и ЕТ3 ) посветио више од 24 сата покривености Олимпијаде.

### Онлајн покривеност
По први пут, великим емитерима је дозвољено да опслужују видео пренос Олимпијских игара преко интернета, под условом да су географски ограничили ову услугу, како би заштитили уговоре о емитовању у другим областима. Међународни олимпијски комитет забранио је олимпијским спортистима, као и тренерима, помоћном особљу и другим званичницима да постављају специјализоване блогове или друге веб-странице за покривање њихове личне перспективе Игара. Није им било дозвољено да постављају аудио, видео или фотографије које су снимили. Изузетак је направљен ако спортиста већ има личну веб страницу која није постављена посебно за Игре. NBC је покренуо сопствену олимпијску веб страницу, NBCOlympics.com. Фокусирајући се на телевизијско праћење Игара, пружали су видео снимке, пласман медаља, резултате уживо. Њихова главна сврха, међутим, била је да обезбеде распоред спортова на многим станицама NBC Universal. Игре су се приказивале на телевизији 24 сата дневно, на једној или другој мрежи.

## Технологија
Као и у сваком предузећу, Организациони комитет и сви који су у њему били укључени увелико су се ослањали на технологију како би пружили успешан догађај. АТХОК је одржавао две одвојене мреже података, једну за припрему Игара (познату као Административна мрежа) и једну за саме игре (Мрежа игара). Техничка инфраструктура обухватала је више од 11.000 рачунара, преко 600 сервера, 2.000 штампача, 23.000 фиксних телефонских уређаја, 9.000 мобилних телефона, 12.000 ТЕТРА уређаја, 16.000 ТВ и видео уређаја и 17 видео зидова, међусобно повезаних преко 6.000 километара каблова (оптичких влакана и ТП каблова).
Ова инфраструктура је створена и одржавана да директно опслужује више од 150.000 особља АТХОК-а, волонтера, чланова олимпијских породица (МОК, НОК, федерације), партнера и спонзора и медија. Такође је одржавао проток информација за све гледаоце, ТВ гледаоце, посетиоце веб странице и читаоце вести широм света, пре и током Игара. Медија центар се налазио у Запејону, грчком националном изложбеном центру.
Између јуна и августа 2004. технолошко особље је радило у Технолошком оперативном центру (ТОЦ) одакле је могло централно да надгледа и управља свим уређајима и протоком информација, као и да решава све проблеме који су се десили током Игара. ТОЦ је организован у тимове (нпр. системи, телекомуникације, безбедност информација, мрежа података, особље, итд.) под вођством ТОЦ директора и одговарајућих вођа тимова (менаџери смена). ТОЦ је радио 24 сата у дану 7 дана у недељи са особљем организованим у смене од 12 сати.

## Игре

### Церемонија отварања
Церемонија отварања игара, коју је режирао кореограф Димитрис Папајоану и продуцирао Џек Мортон Ворлдвајд, предвођена директором пројекта Дејвидом Золквером, одржана је 13. августа 2004. Почело је одбројавањем од двадесет осам (дотадашњи број олимпијада) које се одвијало уз звуке појачаног откуцаја срца. Како је одбројавање завршено, ватромет је тутњао и обасјавао небо изнад њих. Након што су се бубањ и свирачи бузукија придружили уводном маршу, видео екран је показао слике лета, прелазећи југозападно од Атине преко грчког села до древне Олимпије. Затим се један бубњар на древном стадиону придружио дуету бубњева са једним бубњаром на главном стадиону у Атини, спајајући оригиналне античке Олимпијске игре са модерним у симболизму. На крају дуета бубњева, једна пламена стрела је лансирана са видео екрана (симболично из древне Олимпије) у рефлектујући базен, што је резултирало избијањем ватре на средини стадиона стварајући горућу слику олимпијских прстенова који се дижу из базена. Церемонија отварања била је манифестација традиционалне грчке културе и историје која се враћа на њене митолошке почетке. Програм је почео тако што је млади грчки дечак упловио на стадион на 'броду од папира' машући заставом земље домаћина уз етеричну музику Маноса Хацидакиса, а затим се појавио кентаур, праћен гигантском главом фигурице од кикладе која је на крају се сломила у многе комаде који симболизују грчка острва. Испод главе цикладе налазио се хеленистички приказ људског тела, који одражава концепт и веру у савршенство које се огледа у грчкој уметности. Видели су човека како балансира на лебдећој коцки која симболизује човеков вечни 'расцеп' између страсти и разума, праћеног паром младих љубавника који се разиграно јуре док бог Ерос лебди изнад њих. Уследила је веома шарена парада плутајућих која је хроничарила грчку историју од древне минојске цивилизације до модерних времена.
Иако је NBC у Сједињеним Државама представио читаву церемонију отварања од почетка до краја, минојска свештеница у топлесу приказана је само накратко, а груди су биле дигитално пикселизоване како би се избегла контроверза (пошто је инцидент са Супер Боула XXXVIII још увек био свеж у главама гледалаца у време) и потенцијалне казне од стране Федералне комисије за комуникације. Такође, доња фронтална голотиња мушкараца обучених у древне грчке статуе била је приказана на начин да је подручје испод струка одсечено доњим делом екрана. Све у свему, извештавање о Олимпијским играма је похваљено, а компанија је награђена са 6 Еми награда за своје извештавање са Игара и техничку продукцију. Поред тога, NBC је емитовао свих 28 спортова на Играма 2004, поставши први емитер који је то урадио.
Након уметничких наступа, на стадион је ушла парада нација са преко 10.500 спортиста који су шетали под заставама 201 нације. Нације су распоређене према грчком алфабету тако да су Филипини, Финска, Фиџи, Чиле и Хонг Конг последњих пет ушли на стадион пре грчке делегације. Овом приликом, поштујући традицију да делегација Грчке отвара параду, а земља домаћин је затвара, параду је отворио грчки барјактар, а затворила је сва грчка делегација. На основу реакције публике, емотивни врхунац параде био је улазак делегације из Авганистана која је била одсутна са Олимпијаде и која је први пут имала такмичарке. Ирачка делегација је такође изазвала емоције. Такође је признат симболични уједињени марш спортиста из Северне и Јужне Кореје под заставом уједињења Кореје. Земља Кирибати је дебитовала на овим Играма, а Источни Тимор је дебитовао под својом заставом. После Параде нација, током које је музику обезбедио холандски ди-џеј Тијесто, исландска певачица Бјерк извела је песму „Океанија“, коју су она и песник Сјон специјално за тај догађај написали.
Церемонија отварања кулминирала је паљењем олимпијског котла од стране освајача златне медаље из 1996. године, једрења на дасци Николаоса Какламанакиса. Многи кључни моменти на церемонији, укључујући паљење Олимпијског котла, укључивали су музику коју је компоновао и аранжирао новозеландски композитор Џон Псатас. Џиновски котао, који је обликован према олимпијској бакљи у Атини 2004, окренуо се надоле да би га 35-годишњак запалио, пре него што се полако замахнуо и подигао пламен изнад стадиона. Након тога, започео је ватромет којим је завршена церемонија.

### Национални олимпијски комитети који учествују
Сви национални олимпијски комитети (НОК) осим Џибутија учествовали су на играма у Атини. Два нова НОК-а су створена од 2000. године и дебитовала су на овим Играма (Кирибати и Источни Тимор). Дакле, повратком Авганистана (који је био забрањен на Летњим олимпијским играма 2000.), број нација учесница порастао је са 199 на 201. Поред тога, Југославија је променила име годину дана пре и учествовала као Србија и Црна Гора уз свој код из ЈУГ у СЦГ; земља ће се распасти две године касније, чиме ће ово бити једини наступ на Олимпијским играма под новим именом. Нова застава Грузије је дебитовала на Олимпијским играма тако што је развијена на церемонији отварања 13. августа. Она замењује постсовјетску заставу, која се користила од Лилехамера 1994. године.
У табели испод, број у загради означава број учесника које је допринео сваки НОК.
| Земље учеснице на Летњим олимпијским играма 2004. |
| --- |
| - Авганистан - Албанија - Алжир - Америчка Самоа - Андора - Ангола - Антигва и Барбуда - Аргентина - Јерменија - Аруба - Аустралија - Аустрија - Азербејџан - Бахаме - Брунеј - Бангладеш - Барбадос - Белорусија - Белгија - Белизе - Бенин - Бермуди - Бутан - Боливија - Босна и Херцеговина - Боцвана - Бразил - Британска Девичанска Острва - Брунеј - Бугарска - Буркина Фасо - Бурунди - Камбоџа - Камерун - Канада - Зеленортска Острва - Кајманска Острва - Централноафричка Република - Чад - Чиле - Кина - Колумбија - Комори - Конго - Кукова Острва - Костарика - Хрватска - Куба - Кипар - Чешка - Демократска Република Конго - Данска - Доминика - Доминиканска Република - Еквадор - Египат - Салвадор - Екваторијална Гвинеја - Еритреја - Естонија - Етиопија - Савезне Државе Микронезије - Фиџи - Финска - Француска - Габон - Гамбија - Грузија - Немачка - Гана - Уједињено Краљевство - Грчка (домаћин) - Гернзи - Гвам - Гватемала - Гвинеја - Гвинеја Бисао - Гвајана - Хаити - Хондурас - Хонгконг - Мађарска - Исланд - Индија - Индонезија - Иран - Ирак - Ирска - Израел - Италија - Обала Слоноваче - Јамајка - Јапан - Јордан - Казахстан - Кенија - Кирибати - Северна Кореја - Јужна Кореја - Кувајт - Киргистан - Лаос - Летонија - Либан - Лесото - Либерија - Либија - Лихтенштајн - Литванија - Луксембург - Република Македонија - Мадагаскар - Малави - Малезија - Малдиви - Мали - Малта - Мауританија - Маурицијус - Мексико - Молдавија - Монако - Монголија - Мароко - Мозамбик - Мјанмар - Намибија - Науру - Непал - Холандија - Холандски Антили - Нови Зеланд - Никарагва - Нигер - Нигерија - Норвешка - Оман - Пакистан - Палау - Палестина - Панама - Папуа Нова Гвинеја - Парагвај - Перу - Филипини - Пољска - Португалија - Порторико - Катар - Румунија - Русија - Руанда - Сент Китс и Невис - Света Луција - Сент Винсент и Гренадини - Сао Томе и Принсипе - Самоа - Сан Марино - Саудијска Арабија - Сенегал - Србија и Црна Гора - Сејшели - Сијера Леоне - Сингапур - Словачка - Словенија - Соломонова Острва - Сомалија - Јужноафричка Република - Шпанија - Шри Ланка - Судан - Суринам - Свазиленд - Шведска - Швајцарска - Сирија - Кинески Тајпеј - Таџикистан - Танзанија - Тајланд - Источни Тимор - Того - Тонга - Тринидад и Тобаго - Тунис - Турска - Туркмeнистан - Уганда - Украјина - Уједињени Арапски Емирати - Сједињене Америчке Државе - Уругвај - Узбекистан - Вануату - Венецуела - Вијетнам - Америчка Девичанска Острва - Јемен - Замбија - Зимбабве |

Четири такмичара из Џибути је учествовао на церемонији отварања, али се из непознатих разлога нису такмичили на Играма.

### Спортови
| - Атлетика (46) (детаљи) - Бадминтон (5) - Бејзбол (1) - Бициклизам - Бокс - Водени спортови - Ватерполо - Пливање (32) - Синхроно пливање - Скокови у воду (8) - Дизање тегова (15) |  | - Гимнастика - Ритмичка гимнастика - Хокеј на трави - Рвање - Једрење - Џудо - Кајак и кану на мирним и дивљим водама - Кошарка - Коњички спорт - Мачевање (10) - Модерни петобој |  | - Фудбал - Одбојка - Рукомет - Софтбол - Стреличарство - Стрељаштво - Стони тенис - Теквондо - Тенис (4) - Триатлон (2) - Веслање |

(14)

### Значајни резултати
У такмичарском програму су се истакли следећи појединци и екипе:
- Кајакашица Бригит Фишер је освојила злато у дисциплини К-4 на 500 m и сребро у дисциплини К-2 на 500 m. Тиме је поставила неколико невероватних рекорда: постала је прва жена која је освојила златну медаљу на шест различитих Олимпијских игара, поставила је рекорд у размаку између освајања двеју златних медаља (24 године) а постала је и прва спортисткиња која је освојила две или више медаља на пет различитих Олимпијских игара.
- Тркач Хишам ел Геруж из Марока је освојио злата у дисциплинама 1.500 m и 5.000 m, што је врло ретка комбинација коју је пре њега на ОИ остварио само још Паво Нурми на Играма у Паризу 1924.
- У кошарци је дошло до првог пораза неке екипе из САД од када су 1992. омогућени наступи професионалцима из НБА лиге. Изненађујући победник олимпијског турнира је била екипа Аргентине, предвођена такође професионалним кошаркашем из НБА Емануелом Ђинобилијем.
- Кина је на овим Играма дефинитивно учврстила статус спортске велесиле, освојивши укупно друго место по броју медаља.

Демонстрациони спорт су биле параолимпијске трке у атлетици.

### Церемонија затварања
Игре су завршене 29. августа 2004. Церемонија затварања одржана је на Олимпијском стадиону у Атини, где су Игре отворене 16 дана раније. Око 70.000 људи окупило се на стадиону да погледа церемонију.
Почетни део церемоније био је узастопан са наступима различитих грчких певача, а извођени су традиционални грчки плесни наступи из различитих региона Грчке (Крит, Тесалија, итд.). Догађај је имао за циљ да истакне понос Грка на њихову културу и земљу да их види свет.
Значајан део церемоније затварања била је размена олимпијске заставе Игара у Атини између градоначелника Атине и градоначелника Пекинга, града домаћина наредне Олимпијаде. Након размене застава, презентација делегације Пекинга представила је увид у кинеску културу за свет да види. Студенти Универзитета у Пекингу (који су у почетку погрешно навођени као Twelve Girls Band) певали су Мо Ли Хуа (Цвет Јасмине) у пратњи плесача са траком, затим су неки играчи радили рутину са таи цхи и акробацијама, а затим су уследили играчи из Пекиншке опере и на крају, мала Кинескиња Чен Тиањиа је отпевала репризу Мо Ли Хуа и закључила презентацију речима „Добро дошли у Пекинг!“
Одржана је церемонија доделе медаља за последњу Олимпијску дисциплину, мушки маратон, а победник је Стефано Балдини из Италије. Освајач бронзане медаље, Вандерлеј Кордеиро де Лима из Бразила, истовремено је проглашен за добитника медаље Пјер де Кубертена за своју храброст у завршетку трке упркос нападу неваљаног гледаоца док је водио са 7 км до краја.
Затим су на бину изашли по један заставоноша из делегација сваке нације, а за њим су такмичари масовно на паркету. Све су их предводили Пирос Димас (дизач тегова) и Лиу Сјанг (препонаш).
Кратке говоре одржали су Ђана Ангелопулос-Даскалаки, председница Организационог комитета, и председник МОК-а др Жак Рог, у којима је Олимпијске игре у Атини описао као "незаборавне игре из снова".
Др Рог је раније изјавио да ће прекинути традицију у свом завршном говору као председник МОК-а и да никада неће користити речи свог претходника Хуана Антонија Самарана, који је увек говорио „ово су биле најбоље игре икада“. Др Рог је Солт Лејк Сити 2002. описао као „сјајне игре” и наставиће после Атине 2004. и описати Торино 2006. као „заиста величанствене игре”.
Државне химне Грчке и Кине одсвиране су на церемонији примопредаје када су подигнуте заставе обе нације. Градоначелница Атине Дора Бакојани предала је олимпијску заставу градоначелнику Пекинга Ванг Ћишану. Након кратког културног наступа кинеских глумаца, плесача и музичара у режији еминентног кинеског редитеља Џанга Јимоуа, Рог је прогласио Олимпијске игре 2004. затвореним. Олимпијска застава је поново подигнута 10. фебруара 2006. током церемоније отварања наредних Зимских олимпијских игара у Торину.
Млада Гркиња, десетогодишња Фотини Папалеонидопулу, упалила је симболични фењер са олимпијским пламеном и пренела га другој деци пре него што је "угасила" пламен у котлићу дувањем ваздуха. Церемонија је завршена разноврсним музичким наступима грчких певача, укључујући Дионисиса Савопулоса, Јоргоса Далараса, Хариса Алексијуа, Ану Виси, Сакиса Руваса, Елефтерију Арванитаки, Алкистиса Протопсалтија, Антониса Ремоса, Михалиса, Хацигијуна, Маринију, док су хиљаду спортиста извели симболичне приказе на поду стадиона.

## Биланс медаља
| Ранг | Држава               | Злато | Сребро | Бронза | Укупно |
| 1    | Сједињене Државе     | 36    | 39     | 27     | 102    |
| 2    | Кина                 | 32    | 17     | 14     | 63     |
| 3    | Русија               | 27    | 27     | 38     | 92     |
| 4    | Аустралија           | 17    | 16     | 16     | 49     |
| 5    | Јапан                | 16    | 9      | 12     | 37     |
| 6    | Немачка              | 13    | 16     | 20     | 49     |
| 7    | Француска            | 11    | 9      | 13     | 33     |
| 8    | Италија              | 10    | 11     | 11     | 32     |
| 9    | Јужна Кореја         | 9     | 12     | 9      | 30     |
| 10   | Уједињено Краљевство | 9     | 9      | 12     | 30     |
| 11   | Куба                 | 9     | 7      | 11     | 27     |
| 12   | Украјина             | 9     | 5      | 9      | 23     |
| 13   | Мађарска             | 8     | 6      | 3      | 17     |
| 14   | Румунија             | 8     | 5      | 6      | 19     |
| 15   | Грчка                | 6     | 6      | 4      | 16     |
| 16   | Бразил               | 5     | 2      | 3      | 10     |
| 17   | Норвешка             | 5     | 0      | 1      | 6      |
| 18   | Холандија            | 4     | 9      | 9      | 22     |
| 19   | Шведска              | 4     | 2      | 1      | 7      |
| 20   | Шпанија              | 3     | 11     | 5      | 19     |

## Белешке
1. ↑  Репрезентације Северне Кореје и Јужне Кореје су се такмичиле одвојено на Олимпијским играма, иако су заједно марширале као јединствени корејски тим на церемонији отварања. Касније, на играма у Пекинге, две Кореје су марширале одвојено. На играма у Пјонгчанга, ове земље су заједно марширале и такмичиле се као домаћини, под називом „Уједињени корејски“.